# Carolina Panthers 2017
La stagione 2017 dei Carolina Panthers è stata la 23ª della franchigia nella National Football League, la settima con Ron Rivera come capo-allenatore. Il 17 luglio, i Panthers licenziarono il general manager Dave Gettleman dopo quattro stagioni, malgrado tre titoli di division e una qualificazione al Super Bowl. La squadra si classificò al secondo posto nella division con un record di 11-5 facendo ritorno ai playoff dopo l'assenza dell'anno precedente, dove fu eliminata nel primo turno dai New Orleans Saints. Fu la prima sconfitta della storia del club nel turno delle wild card.

## Scelte nel Draft 2017
| Scelte dei Panthers nel Draft 2017 |        |                     |       |                  |
| Giro                               | Scelta | Giocatore           | Ruolo | College          |
| 1                                  | 8      | Christian McCaffrey | RB    | Stanford         |
| 2                                  | 40     | Curtis Samuel       | WR    | Ohio State       |
| 2                                  | 64     | Taylor Moton        | OT    | Western Michigan |
| 3                                  | 77     | Daeshon Hall        | DE    | Texas A&M        |
| 5                                  | 152    | Corn Elder          | CB    | Miami            |
| 6                                  | 192    | Alexander Armah     | DE    | West Georgia     |
| 7                                  | 233    | Harrison Butker     | K     | Georgia Tech     |

## Staff
| Staff dei Carolina Panthers nel 2017 |
| --- |
| Organi dirigenziali - Proprietario/Fondatore: Jerry Richardson - Presidente: Danny Morrison - General Manager: Marty Hurney (interim) Capo allenatore - Ron Rivera Altri allenatori - Forza e condizione – Joe Kenn - Assistente forza e condizione – Jason Benguche Allenatori dell'attacco - Coordinatore offensivo – Mike Shula - Quarterback – Ken Dorsey - Running back – Jim Skipper - Wide receiver – Ricky Proehl - Assistente wide receivers – Cam Turner - Tight End – Pete Hoener - Offensive line – John Matsko - Assistente offensive line – Ray Brown - Assistente senior – John Ramsdell Allenatori della difesa - Coordinatore difensivo – Sean McDermott - Defensive line – Eric Washington - Linebacker – Al Holcomb - Assistente/Defensive back – Curtis Fuller - Assistente defensive back- Richard Rodgers - Controllo qualità/assistente defensive line – Sam Mills III Allenatori dello special team - Coordinatore dello Special Team: Bruce DeHaven - Assistente dello Special Team: - |

## Roster
| Roster dei Carolina Panthers nel 2017 |
| --- |
| Quarterback - 3 Derek Anderson - 1 Cam Newton Running Back - 40 Alexander Armah FB - 34 Cameron Artis-Payne - 22 Christian McCaffrey - 28 Jonathan Stewart - 43 Fozzy Whittaker Wide Receiver - 13 Kelvin Benjamin - 18 Damiere Byrd - 17 Devin Funchess - 10 Curtis Samuel - 19 Russell Shepard Tight End - 84 Ed Dickson - 82 Chris Manhertz - 88 Greg Olsen Offensive Linemen - 75 Matt Kalil T - 67 Ryan Kalil C - 69 Tyler Larsen C - 72 Taylor Moton T - 68 Andrew Norwell G - 65 Amini Silatolu G - 70 Trai Turner G - 73 Greg Van Roten C - 60 Daryl Williams T Defensive Linemen - 97 Mario Addison DE - 92 Vernon Butler DT - 74 Daeshon Hall DE - 96 Wes Horton DE - 95 Charles Johnson DE - 98 Star Lotulelei DT - 93 Kyle Love DT - 90 Julius Peppers DE - 99 Kawann Short DT Linebacker - 57 Jeremy Cash OLB - 58 Thomas Davis OLB - 53 Ben Jacobs MLB - 59 Luke Kuechly MLB - 55 David Mayo MLB - 52 Jared Norris OLB - 54 Shaq Thompson OLB Defensive Back - 27 Mike Adams SS - 24 James Bradberry CB - 20 Kurt Coleman FS - 35 Corn Elder CB - 42 Colin Jones FS - 32 Cole Luke CB - 41 Captain Munnerlyn CB - -- Kevon Seymour CB - 26 Daryl Worley CB Special Team - 7 Harrison Butker K - 9 Graham Gano K - 44 J.J. Jansen LS - 5 Michael Palardy P Lista delle riserve - 11 Brenton Bersin WR (IR) - 71 Dan France T (IR) - 66 Gino Gradkowski C (IR) - 91 Drew Iddings DT (IR) - 12 Charles Johnson WR (IR) - 23 L.J. McCray FS (IR) - 2 Fred Ross WR (IR) - 31 Zack Sanchez CB (IR) - 79 Chris Scott G (IR) - 80 Scott Simonson TE (IR) - 21 Teddy Williams CB (IR) - 61 David Yankey G (IR) Squadra di allenamento - 76 Blaine Clausell T - 64 Bryan Cox Jr. DE - 72 Eric Crume DT - 81 Mose Frazier WR - 15 Keyarris Garrett WR - 4 Garrett Gilbert QB - 77 Zach Moore DE - 71 Efe Obada DE - 25 Damian Parms SS - 37 Dezmen Southward SS 52 attivi, 12 inattivi, 10 nella squadra di allenamento |
| Legenda - I rookie sono in corsivo. - Il primo ruolo è il principale mentre gli eventuali successivi indicano i ruoli secondari. - (IR) sta per Injured Reserve ed indica la lista ristretta per un solo giocatore infortunato che può tornare ad allenarsi dopo la settimana 6 e a rientrare in prima squadra dopo che questa ha giocato 8 partite. - (NF-Inj.) / (NF-Ill.) stanno rispettivamente per Non-Football Injured e Non-Football Illness ed indicano le liste dove viene inserito un giocatore che ha un infortunio o una malattia non dipendente dal football americano. - (PUP) sta per Physically Unable to Perform ed indica la lista dove viene inserito un giocatore mentre è in attesa di recuperare la condizione fisica. Nella stagione regolare dopo la sesta partita giocata dalla propria squadra, il giocatore ha tempo tre settimane per riprendere ad allenarsi, più tre settimane aggiuntive dal suo rientro agli allenamenti per rientrare in prima squadra. |

## Calendario

### Stagione regolare
Il calendario della stagione è stato annunciato il 20 aprile 2017.
| Turno | Data               | Avversario              | Risultato          | Record             | Stadio                  | NFL.com recap      |
| ----- | ------------------ | ----------------------- | ------------------ | ------------------ | ----------------------- | ------------------ |
| 1     | 10/9               | at San Francisco 49ers  | V 23–3             | 1–0                | Levi's Stadium          | Recap              |
| 2     | 17/9               | Buffalo Bills           | V 9–3              | 2–0                | Bank of America Stadium | Recap              |
| 3     | 24/9               | New Orleans Saints      | S 13–34            | 2–1                | Bank of America Stadium | Recap              |
| 4     | 1/10               | at New England Patriots | V 33–30            | 3–1                | Gillette Stadium        | Recap              |
| 5     | 8/10               | at Detroit Lions        | V 27–24            | 4–1                | Ford Field              | Recap              |
| 6     | 12/10              | Philadelphia Eagles     | S 23–28            | 4–2                | Bank of America Stadium | Recap              |
| 7     | 22/10              | at Chicago Bears        | S 3–17             | 4–3                | Soldier Field           | Recap              |
| 8     | 29/10              | at Tampa Bay Buccaneers | V 17–3             | 5–3                | Raymond James Stadium   | Recap              |
| 9     | 5/11               | Atlanta Falcons         | V 20–17            | 6–3                | Bank of America Stadium | Recap              |
| 10    | 13/11              | Miami Dolphins          | V 45–21            | 7–3                | Bank of America Stadium | Recap              |
| 11    | Settimana di pausa | Settimana di pausa      | Settimana di pausa | Settimana di pausa | Settimana di pausa      | Settimana di pausa |
| 12    | 26/11              | at New York Jets        | V 35–27            | 8–3                | MetLife Stadium         | Recap              |
| 13    | 3/12               | at New Orleans Saints   | S 21–31            | 8–4                | Mercedes-Benz Superdome | Recap              |
| 14    | 10/12              | Minnesota Vikings       | V 31–24            | 9–4                | Bank of America Stadium | Recap              |
| 15    | 17/12              | Green Bay Packers       | V 31–24            | 10–4               | Bank of America Stadium | Recap              |
| 16    | 24/12              | Tampa Bay Buccaneers    | V 22–19            | 11–4               | Bank of America Stadium | Recap              |
| 17    | 31/12              | at Atlanta Falcons      | S 10–22            | 11–5               | Mercedes-Benz Stadium   | Recap              |

Note
- Gli avversari della propria division sono in grassetto.

### Playoff
| Turno     | Data | Avversario (seed)         | Risultato | Record | Stadio                  | NFL.com recap |
| --------- | ---- | ------------------------- | --------- | ------ | ----------------------- | ------------- |
| Wild Card | 7/1  | at New Orleans Saints (4) | S 26–31   | 0–1    | Mercedes-Benz Superdome | Recap         |

## Classifiche

### Conference
| Classifica della NFC 2017                                | Classifica della NFC 2017  | Classifica della NFC 2017 | Classifica della NFC 2017 | Classifica della NFC 2017 | Classifica della NFC 2017 | Classifica della NFC 2017 | Classifica della NFC 2017 | Classifica della NFC 2017 | Classifica della NFC 2017 | Classifica della NFC 2017 | Classifica della NFC 2017 | Classifica della NFC 2017 |
| #                                                        | Squadra                    | Division                  | V                         | P                         | N                         | %                         | DIV                       | CONF                      | PF                        | PS                        | D                         | STR                       |
| -------------------------------------------------------- | -------------------------- | ------------------------- | ------------------------- | ------------------------- | ------------------------- | ------------------------- | ------------------------- | ------------------------- | ------------------------- | ------------------------- | ------------------------- | ------------------------- |
| Vincitori delle division                                 |                            |                           |                           |                           |                           |                           |                           |                           |                           |                           |                           |                           |
| 1                                                        | xyz* – Philadelphia Eagles | East                      | 13                        | 3                         | 0                         | 81,3%                     | 5-1                       | 10-2                      | 457                       | 295                       | 162                       | P-1                       |
| 2                                                        | xyz – Minnesota Vikings    | North                     | 13                        | 3                         | 0                         | 81,3%                     | 5-1                       | 10-2                      | 382                       | 252                       | 130                       | V-3                       |
| 3                                                        | xy – Los Angeles Rams      | West                      | 11                        | 5                         | 0                         | 68,8%                     | 4-2                       | 7-5                       | 478                       | 329                       | 149                       | P-1                       |
| 4                                                        | xy – New Orleans Saints    | South                     | 11                        | 5                         | 0                         | 68,8%                     | 4-2                       | 8-4                       | 448                       | 326                       | 122                       | P-1                       |
| Wild Card                                                |                            |                           |                           |                           |                           |                           |                           |                           |                           |                           |                           |                           |
| 5                                                        | xw – Carolina Panthers     | South                     | 11                        | 5                         | 0                         | 68,8%                     | 3-3                       | 7-5                       | 363                       | 327                       | 36                        | P-1                       |
| 6                                                        | xw – Atlanta Falcons       | South                     | 10                        | 6                         | 0                         | 62,5%                     | 4-2                       | 9-3                       | 353                       | 315                       | 38                        | V-1                       |
| Non qualificate per i playoff                            |                            |                           |                           |                           |                           |                           |                           |                           |                           |                           |                           |                           |
| 7                                                        | Detroit Lions              | North                     | 9                         | 7                         | 0                         | 56,3%                     | 5-1                       | 8-4                       | 410                       | 376                       | 34                        | V-1                       |
| 8                                                        | Seattle Seahawks           | West                      | 9                         | 7                         | 0                         | 56,3%                     | 4-2                       | 7-5                       | 366                       | 332                       | 34                        | P-1                       |
| 9                                                        | Dallas Cowboys             | East                      | 9                         | 7                         | 0                         | 56,3%                     | 5-1                       | 7-5                       | 354                       | 332                       | 22                        | V-1                       |
| 10                                                       | Arizona Cardinals          | West                      | 8                         | 8                         | 0                         | 50%                       | 3-3                       | 5-7                       | 295                       | 361                       | -66                       | V-2                       |
| 11                                                       | Green Bay Packers          | North                     | 7                         | 9                         | 0                         | 43,8%                     | 2-4                       | 5-7                       | 320                       | 384                       | -64                       | P-3                       |
| 12                                                       | Washington Redskins        | East                      | 7                         | 9                         | 0                         | 43,8%                     | 1-5                       | 5-7                       | 342                       | 388                       | -46                       | P-1                       |
| 13                                                       | San Francisco 49ers        | West                      | 6                         | 10                        | 0                         | 37,5%                     | 1-5                       | 3-9                       | 331                       | 383                       | -52                       | V-5                       |
| 14                                                       | Tampa Bay Buccaneers       | South                     | 5                         | 11                        | 0                         | 31,3%                     | 1-5                       | 3-9                       | 335                       | 382                       | -47                       | V-1                       |
| 15                                                       | Chicago Bears              | North                     | 5                         | 11                        | 0                         | 31,3%                     | 0-6                       | 1-11                      | 264                       | 320                       | -56                       | P-1                       |
| 16                                                       | New York Giants            | East                      | 3                         | 13                        | 0                         | 18,8%                     | 1-5                       | 1-11                      | 246                       | 388                       | -142                      | V-1                       |
| Legenda                                                  |                            |                           |                           |                           |                           |                           |                           |                           |                           |                           |                           |                           |
| w — Qualificata ai playoff come wild card                |                            |                           |                           |                           |                           |                           |                           |                           |                           |                           |                           |                           |
| x — Qualificata ai playoff                               |                            |                           |                           |                           |                           |                           |                           |                           |                           |                           |                           |                           |
| y — Vincitrice della division                            |                            |                           |                           |                           |                           |                           |                           |                           |                           |                           |                           |                           |
| z — Qualificata direttamente al secondo turno di playoff |                            |                           |                           |                           |                           |                           |                           |                           |                           |                           |                           |                           |
| * — Vantaggio del fattore campo nei playoff              |                            |                           |                           |                           |                           |                           |                           |                           |                           |                           |                           |                           |

## Premi individuali

### Pro Bowler
Luke Kuechly è stato inizialmente l'unico giocatore dei Panthers convocato per il Pro Bowl 2018. In seguito si è aggiunto l'offensive guard Trai Turner, chiamato al posto dell'infortunato Zack Martin.

### Premi settimanali e mensili
- Julius Peppers:

miglior difensore della NFC della settimana 4
- Cam Newton:

miglior giocatore offensivo della NFC della settimana 10
- Luke Kuechly:

miglior difensore della NFC della settimana 12
- Jonathan Stewart:

miglior giocatore offensivo della NFC della settimana 14
- Damiere Byrd

miglior giocatore degli special team della NFC della settimana 16